# Otala lactea
Otala lactea és una espècie de mol·lusc gastròpode terrestre de la família Helicidae. És un cargol comestible. Les excavacions arqueològiques al lloc Romà Antic de Volúbilis, al Marroc, il·lustren l'explotació prehistòrica de O. lactea pels humans.

## Característiques
Otala lactea és molt semblant a Otala punctata, de la qual es diferencia per tenir gairebé sempre línies fosques ben marcades a la closca (absents o poc visibles en O. punctata) i pel llavi de l'obertura fosc (clar en O. punctata).
Aquest cargol crea i fa servir dards d'amor com a part del seu comportament de festeig, previ a la còpula. La closca del cargol juga una funció important en la seva qualitat de vida. Això es deu al fet que el calci de la closca permet la regeneració de la mateixa si aquesta es trenca.

## Metabolisme
O. lactea ha desenvolupat l'adaptació evolutiva de l'estivació que l'ajuda a sobreviure en condicions dures com la sequera o la fam. Durant aquest temps suprimeix el seu metabolisme. Això afecta a moltes de les funcions vitals. A nivell cel·lular, el trànsit de vida normal a estivació afecta la funció de la Na+/K+-ATPasa que es redueix significativament durant l'estivació. Atès que la bomba Na+/K+-ATPasa fa servir molt ATP, la seva supressió juga una funció clau en l'estivació d'O lactea.

## Distribució
O. lactea és nativa del sud de la península Ibèrica i parts d'Àfrica de Nord. Ha estat introduït en els Estats Units, incloent Arizona, Califòrnia i Florida, i en Bermudes, Cuba i sud-est d'Austràlia.